# Мешеде
Мешеде (нім. Meschede) — місто в Німеччині, районний центр, розташований в землі Північний Рейн-Вестфалія.
Підпорядковане адміністративному округу Арнсберг. Входить до складу району Гохзауерланд. Населення становить 30 823 осіб (станом на 31 грудня 2006 року). Площа міста — 218,5 км².
Місто поділяється на 17 міських районів.

## Географія
Місто розташоване в долині річки Рур, недалеко від Геннезее, на південь від природного парку Арнсбергер Вальд. Найближчими містами від Мешеде є Падерборн (51 км), Кассель (85 км), Зіген (57 км), Гаґен, Дортмунд  (60 км) і Гамм (49 км).
Сусідніми муніципалітетами Мешеде є:
- Арнсберг
- Бествіг
- Еслое
- Шмалленберг
- Зундерн
- Варштайн

## Видатні мешканці
- Август Маке (1887—1914), художник
- Ансгар Ніргоф (*1941), актор
- Вернер Піпер (*1948), письменник
- Клаус-Юрген Вреде (*1963), засновник Каркассонських ігор
- Даніела Бетте (*1981), акторка